# Офіс (телесеріал, Велика Британія)
The Office – мок'юментарі ситком, створений, написаний та зрежисований Рікі Джервейсом та Стівеном Мерчантом та вперше трансльований у Великій Британії на каналі BBC Two 9 липня 2001 року. У ньому йдеться про буденне життя офісних працівників у філії вигаданої компанії «Wernham Hogg» в місті Слау. Джервейс також грає у ситкомі головного персонажа, Девіда Брента.
Всього було відзнято два шестисерійних сезони та два 45-хвилинних різдвяних випуски. Коли шоу вперше показали на BBC Two, то його мало не скасували через низькі рейтинги, але з того часу воно стало одним з найуспішніших британських комедійних продуктів.
Серіал фокусується на темах соціальної неоковирності, тривіальностях людської поведінки, зарозумілості та пихатості, відчаї та славі.
Успіх шоу призвів до створення його кількох локалізованих адаптацій (ґрунтованих на його базовій історії та тематиці) на телеринках інших країн, в результаті чого було утворено міжнародну франшизу Office.

## Підґрунтя
Шоу є імітацією документального формату, його події відбуваються у відділенні великої вигаданої компанії «Wernham Hogg» у Торговому центрі Слау, що в Англії. Офісом керує регіональний менеджер Брент і його помічник Ґерет Кінана (Макензі Крук). Більша частина комедійного успіху йде від Брента, який часто робить спроби завоювати прихильність своїх підлеглих та колег, що часто завершується ганьбою для Брента. Недоліки персонажу Брента використовують для комічного ефекту, включно з численними словесними ляпами, ненавмисними расизмом, сексизмом та іншими соціальними нетактовностями.
Ще одна сюжетна лінія серіалу з багатьма іншими персонажами у ній походить від невибагливого Тіма Кантербері (Мартін Фріман) зі секретаркою Дон Тінзлі (Люсі Девіс). Любовну лінію Доу і Тімом в інтерв'ю до 10-річчя Офісу творці назвали «серцем серіалу». Досить швидко флірт між ними переростає у взаємне романтичне тяжіння, попри її заручини з Лі (Джоел Бекетт), похмурим та грубуватим працівником складу.

## Персонажі

### Основні персонажі
Офіс є у своїй суті комедією, що зображає людей, які працюють в офісному середовищі. Центральними є такі чотири персонажі:

#### Девід Брент
Девід Брент (Рікі Джервейс) є генеральним менеджером відділення «Wernham Hogg» у Слау. Оскільки Брент є дуже нарцистичною особистістю, він переконаний, що є білою вороною у світі бізнесу та універсальною людиною, талановитою у філософії, музиці та комедії. Хоча він вважає себе терплячим, веселим та популярним, інші сприймають його як надокучливого, грубого та егоїстичного. Незріла поведінка Брента стає очевидною, коли він швендяє офісом — завжди кружляючи довкола камери — та розказує несмішні жарти, виконує банальні пародії та загалом говорить не подумавши. Брент думає, що він є добрим і політкоректним чоловіком, але потрапляє у халепу через своє занепокоєння власною посадою та невідповідністю між нею та його часто поблажливими й образливими жартами.

#### Тім Кантербері
Тім Кантербері (Мартін Фріман) є торговельним представником у «Wernham Hogg». На відміну від Девіда, Тім є кмітливим і тактовним. Почуття гумору та доброта роблять його одним з найприємніших працівників в офісі, але у свої 30 він все ще живе зі своїми батьками та працює на роботі, яку вважає цілковито беззмістовною. Щоб не померти з нудьги він намагається добитись прихильності Дон та кепкує з Ґерета. Хоч Тім і мріє покинути "Wernham Hogg", щоб навчатись психології, його невпевненість стає на заваді будь-яких суттєвих дій. Впродовж двох сезонів йому не вдається розпочати стосунки з Дон. Отримавши нагоду посісти місце Брента наприкінці 2 сезону, він відхиляє її на користь Ґерета, щоправда це не зупиняє його від подальших кпинів над ним.

#### Ґерет Кінан
Ґерет Кінан (Макензі Крук) — це Тімовий себелюбний сусід по столу та ворог. Ґерету бракує почуття гумору та привабливих рис характеру. Він одержимий своєю службою в Армії Резерву та надокучає Тімові своїми бездумними та претензійними коментарями. Ґерет пишається тим, що він є командним лідером, та, не усвідомлюючи, що цей титул є здебільшого беззмістовним, намагається нав'язувати свою невеличку владу співробітникам. Він є впертим та нетактовним. Тім та Дон періодично натякають на гомосексуальність у своїх питаннях щодо його військової служби. Ґерет хизується своїми тісними стосунками з Девідом, закриваючи очі на його погане ставлення, хоча згодом, у різдвяному випуску, він мстить Девіду, принижуючи його та ставлячись до нього зверхньо на камеру.

#### Дон Тінзлі
Дон Тінзлі (Люсі Девіс) працює у приймальні та є дівчинкою на побігеньках для Брента. Їй часто доводиться миритись з його гумористичними та соціальними пориваннями. Так само, як і її співробітник Тім, Дон усвідомлює, яким сумним є її життя: вона перебуває в тривалих, неспокійних заручинах зі своїм нареченим Лі, непривітним працівником складу, та припинила свої спроби в ілюструванні дитячих книжок, аби займатись своєю поточною безрезультатною кар'єрою. У різдвяному випуску Дон та Лі повертаються зі своєї нелегально подовженої відпустки у США.

### Другорядні персонажі
Кілька інших, хоч і не центральних, другорядних персонажів, відіграли важливу роль у серіалі. Серед них:
Кіс Бішоп (Івен Мак-Інтош): Кіс працює у відділі бухгалтерії. Великої статури, з повільною манерою розмови та з вигляду неемоційний, він є неговірким чоловіком. Коли він таки вирішує заговорити, то його коментарі можуть бути промовистими та, часом, тривожними.
Кріс «Фінчі» Фінч (Ральф Айнесон): Зовнішній торговий представник, напевно єдиний персонаж серіалу, який є по-справжньому та свідомо жорстокий. Він є нахабно впевненим та відкрито сексистським, з природною схильністю до принижувальних нападів на інших; Брент є звичним об'єктом його кпинів. Фінч любить домінувати у розмовах та є популярним серед жінок, проте показує свою несамовиту поведінку після програшу корпоративної вікторини у першому сезоні. Девід описує його як «найкращого друга», хоча за фактом поводиться радше як лакей, сміючись з його жартів та намагаючись вразити його, аби почуватись популярним, натомість отримуючи словесну зневагу.
Дженіфер Тейлор-Кларк (Стирлінг Ґалахер): Безпосередній керівник Брента у першому сезоні, яку він назвав Каміллою, герцогинею Корноульською. Дженіфер — серйозно налаштований спеціаліст, на фоні якої стиль керування Брента виділяється як незрілий та неефективний. Наприкінці першого сезону Дженіфер зробили партнером фірми, і вже в другому сезоні вона періодично виголошує догану Девіду за недоречну поведінку.
Лі (Джоел Беккет): Наречений Тінзлі, працює на складі компанії. Вони зустрілись у школі та з того часу були разом. Лі є вкрай нецікавим чоловіком без почуття гумору, без вагань привселюдно соромить Дон та час від часу критикує її ідею стати ілюстратором. Вже з ранньої стадії стає зрозуміло, що вона не покидає його радше через страх, аніж через справжнє кохання. У Лі досить запальний характер, це стає очевидно, коли він штовхає Кантербері до стіни за те, що той почав танець з Дон.
Ґлінн, або Теффі (Девід Шаал): Жінконенависний, сексистський керівник складу компанії та наглядач Лі, якого зображено байдикуватим і таким, що не поважає усіх, хто працює за межами складу, особливо керівництво.
Рікі (Олівер Кріс): Рікі представили як тимчасового працівника. Його персонаж було добре висвітлено у 3 серії першого сезону, де вони з Тімом утворили команду для вечора вікторини, у якій в результаті і перемогли, залишивши позаду команду Фінча. 
Донна (Саллі Бреттон): Вперше з'являється у другій серії першого сезону як донька Рона та Елейн, друзів Брента. Її поява робить невеличкий резонанс у офісі; незабаром вона починає зустрічатись з Рікі та відштовхує романтичні намагання Ґерета.
Карен Фаулер (Нікола Коттер): Персональна секретарка Брента, яку він найняв, оскільки наполягав, що йому потрібнен помічник. Дехто з працівників схвильований наймом нового та непотрібного персоналу в той час, коли їхнє відділення стикається зі скороченням та звільненнями.
Ніл Ґодвін (Патрик Баладі): У філії Свіндону Ніл займає таку ж посаду, як Брент, і є на один рівень вище нього. Він молодий, чарівний, енергійний, значно компетентніший від Брента менеджер, та має кращі стосунки зі своїми підлеглими. Це дуже обурює Брента і він заздрить Нілові, через що час від часу здійснює дитячі закиди в його бік, щоб позмагатись, або просто доколупатись. У свою чергу, Ніл все більше розсерджується на Брента за його некомпетентність, недалекоглядність та неспроможність виконувати свою роботу належним чином.
Рейчел (Стейсі Рока): Вона є грайливою та привабливою, і починає стосунки з Кантербері. Проте згодом він розуміє, що його почуття до Дон є значно сильнішими, аніж до Рейчел, і вони розходяться.
Труді (Рейчал Айзек): Валлійку Труді представили у другому сезоні першою з кількох новоприбулих працівників свіндонської філії. Майже одразу вона добре вливається у новий колектив та насолоджується офісним алкогольним святкуванням на честь свого дня народження. Її легкі, сексуально заряджені манери звичайно ж зауважує чоловіча частина колективу, у тому числі й Девід, чиї спроби скористатись з них було проігноровано.
Олівер (Говард Седлер): Олівер є добродушним і толерантним, і з цим йому пощастило, бо він — єдиний чорношкірий працівник офісу. Через це він стає мішенню більшості спроб Брента показати, що він є політкоректним та расово толерантним, які хоч і ґрунтуються на добрих намірах, проте є жахливо недоречними.
Рей (Том Ґудман-Гіл) та Джуд (Дженіфер Геннесі): Працівник консалтингової фірми, що організовує семінари з керування бізнесом. Вони звертаються до Брента щодо можливого гостьового виступу на одному з таких семінарів, проте в результаті взагалі не вражені його екстравагантною манерою презентування та методами мотивування.
Гелена (Олівія Колман): Репортер внутрішнього видання паперової торгівлі, ведення інтерв'ю з Брентом якій видається важким, оскільки той намагається диктувати що саме вона має написати у своїй статті.
Енн (Елізабет Беррінгтон): Тімова вагітна сусідка по столу. Вона дошкуляє йому постійними розмовами про себе та на іншу не цікаву йому тематику. 
Керол (Сенді Гендрікс): Пара Девіда на успішному «сліпому» побаченні, якій він начебто сподобався.
Оґґі, або «Монстер Оґґ» (Стівен Мерчант): один з найкращих друзів Ґерета. Його справжнє ім'я Нейтан.

## Актори

### Головні актори
- Рікі Джервейс у ролі Девіда Брента
- Мартін Фріман у ролі Тіма Кантербері
- Макензі Крук[en] у ролі Ґерета Кінана
- Люсі Девіс у ролі Дон Тінзлі
- Патрик Баладі[en] у ролі Ніла Ґодвіна
- Ральф Айнесон у ролі Кріса Фінча
- Стирлінг Ґалахер[en] у ролі Дженіфер Тейлор-Кларк

## Серії
Загалом є 14 серій Офісу: по шість у кожному з двох сезонів та два 45-хвилинних різдвяних спецвипуски.

## Сприйняття критиками
Шоу отримало схвалення критиків та було розцінене як один з найвидатніших британських ситкомів усіх часів. На ресурсі Metacritic перший сезон має оцінку 98 зі 100 (12 рецензій), другий — 93 зі 100 (16 рецензій), різдвяні спецвипуски — теж 98 зі 100 (19 рецензій). Усі отримали статус «міжнародне визнання». Видання «The Telegraph» назвало серіал одним з 10 найкращих телевізійних ситкомів усіх часів. У 2019 році серіал посів 6 місце у списку 100 найкращих телешоу 21 століття за версією «The Guardian».

## Нагороди
У 2002 році, серіал був визнаний кращою комедією року, а Джервейс найкращим комедійним актором року на British Comedy Awards.
Три роки поспіль (2001, 2002 і 2003) Джервейс визнавався найкращим комедійним актором року на телебаченні на британському аналогу Еммі — BAFTA TV, премії Британської академії кіно і телебачення.
У 2004-му році серіал був удостоєний премії Золотий Глобус в номінації «Найкращий телевізійний серіал — комедія або мюзикл», обійшовши такі серіали, як Уповільнений розвиток, Монк, Секс у великому місті і Вілл і Грейс. Це був єдиний раз за останні 25 років, коли британський серіал був номінований на Золотий Глобус, і перший раз, коли він його виграв. Рікі Джервейс також був нагороджений Золотим Глобусом як «Найкращий комедійний актор».
У 2005 серіал, включаючи два Різдвяних випуски, був номінований на Еммі в категорії «Найкращий фільм» і «Найкращий сценарій для міні-серіалу, кінофільму або драматичного спецвипуску».

## Музика та тема
Темою шоу є трек «Handbags and Gladrags», скомпонований британським музикантом і композитором Big George та початково написаний у 1960 році Майком Д'Або, колишнім вокалістом поп-гурту Manfred Mann.
Наприкінці 4 серії 1 сезону під час титрів було відтворено версію у виконанні Джервейса (як персонажа Брента).
У першому сезоні також показано виконання Джервейсом пісні «Free Love Freeway», а у різдвяному випуску він виконує «If you don't know me by now».

## Продовження
Додатково до двох початкових сезонів та різдвяних спецвипусків, Джервейс та Мерчант оживили персонаж Девіда Брента для кількох випусків, спонсорованих Microsoft UK, та благодійної короткометражки у 2013 році, під назвою «The Office Revisited» (укр. Оновлений Офіс). Персонаж Брента також з'явиться у стрічці 2016 року Девід Брент: Життя в дорозі, цього разу із вкладом Джервейза, без Мерчанта.